# 귀인 윤씨
귀인 윤씨(貴人 尹氏, 생몰년 미상)는 조선 덕종의 후궁이다.

## 생애
행 태일전직을 지낸 윤기(尹沂)의 딸로, 1456년(세조 2년) 음력 8월 23일 신선경의 딸, 권치명의 딸과 함께 당시 세자였던 덕종(의경세자)의 소훈으로 뽑혔으며, 같은 해 음력 10월 19일에 입궁하였다. 윤씨는 양반 사대부 가문의 출신으로 정식으로 간택되어 입궁한 후궁이었으나, 남편 의경세자가 요절하는 바람에 소생이 없었다. 한편 남편 의경세자가 왕으로 추존되자 윤씨도 종2품 숙의에 봉해졌으며, 1483년(성종 14년) 음력 6월 15일 종1품 귀인에 봉해졌다.

### 무오사화
1498년(연산군 4년) 음력 7월 12일, 《성종실록》의 편찬 중 사초에 '세조가 며느리뻘 되는 귀인 권씨, 귀인 윤씨를 범했다.'라는 내용을 기록했다 하여 당시 사초를 쓴 김일손, 허반 등을 잡아들여 국문하였다. 당시 김일손은 허반에게서 들은 내용을 토대로 하여, '세조가 윤씨에게 지나치게 많은 상을 내리고, 많은 땅과 노비, 집까지 내려주었으며, 크고 작은 거둥이 있을 때마다 반드시 어가를 수행하게 하니, 의심스러운 일이다.'라는 내용을 실었던 것이다. 그 외에도 조의제문 등이 빌미가 되어 무오사화가 발생하였다.

## 가족 관계
- 아버지 : 윤기 (尹沂)
- 시아버지 : 조선 제7대 왕 세조 (世祖, 1417년~1468년, 재위:1455년~1468년)
- 시어머니 : 정희왕후 (貞熹王后, 1418년~1483년)
  - 남편 : 추존왕 덕종 (德宗, 1438년~1457년)